# 流田PP
『流田PP』（ながれだピーピー）は、流田Projectの2枚目のカバーアルバム。2011年9月28日にジェネオン・ユニバーサルから発売された。

## 概要
前作『流田P』から約1年ぶりの作品。一部を除きアニメ主題歌などのカバー曲が収録されている。本作で初めて当バンドのオリジナル楽曲が発表された。
ジャケットの絵は声優の喜多村英梨が手掛けた。

## 収録曲
1. 空色デイズ
アニメ『天元突破グレンラガン』のオープニングテーマであり、中川翔子が2007年に発表したの楽曲。
2. Crow Song
アニメ『Angel Beats!』に登場する架空のガールズバンド「Girls Dead Monster」が2010年に発表した楽曲。
3. 月ノ夜ニ
オリジナル曲の1曲。
4. Alchemy
上記の「Girls Dead Monster」のシングル「Crow Song」のカップリング曲。
5. No buts!
アニメ『とある魔術の禁書目録』の第二期オープニングテーマであり、川田まみが2010年に発表した楽曲。
6. Magic∞world
アニメ『とある魔術の禁書目録』の第二期エンディングテーマであり、黒崎真音が2010年に発表した楽曲。
7. Little Busters!
ゲーム『リトルバスターズ!』のオープニングテーマであり、Ritaが2007年に発表した楽曲。
8. 侵略ノススメ☆
アニメ『侵略!イカ娘』の第一期オープニングテーマであり、ULTRA-PRISMが2010年に発表した楽曲。
9. オレンジ
アニメ『とらドラ!』のエンディングテーマであり、2009年に発表された楽曲。
10. My Soul, Your Beats!
アニメ『Angel Beats!』のオープニングテーマであり、2010年に発表した楽曲。
11. 奏でるチカラ
オリジナル曲の1曲。
12. さよならメモリーズ
supercellが2010年に発表した楽曲。
13. うるまでるびのGO!GO!選挙（明るい選挙推進協会より）
ボーナストラック。Webアニメ『うるまでるびのGO!GO!選挙』で使用された楽曲であり、2009年に発表された楽曲。